# المنظمة الاستشارية القانونية الأفرو-آسيوية
المنظمة الاستشارية القانونية الأفرو-آسيوية (آلكو - AALCO) هي منظمة حكومية دولية تأسست في عام 1956، لتعمل في البداية كمجلس استشاري للدول الأعضاء بشأن المسائل المتعلقة بالقانون الدولي. كان ذلك ثمرة لمؤتمر باندونغ، الذي عقد في إندونيسيا خلال أبريل 1955، والذي أدى إلى إنشاء اللجنة الاستشارية القانونية الآسيوية (ALCC). في أبريل 1958، غيرت اسمها إلى اللجنة الاستشارية القانونية الأفرو-آسيوية (AALCC) لتعكس نمو عضويتها من الجانب الأفريقي. منذ عام 2001، عُرفت باسمها الحالي، مما يعكس نمو مكانتها الدولية؛ كمنظمة حكومية دولية تلقت دعوة دائمة من الأمم المتحدة للمشاركة كمراقب في دورات وأعمال الجمعية العامة والاحتفاظ بمكتب دائم في مقر الأمم المتحدة.
في عام 2014، أنشأت المنظمة فريق خبراء غير رسمي بشأن القانون الدولي العرفي. واعتمد هذا الفريق مجموعة من التعليقات على عمل لجنة القانون الدولي بشأن تحديد القانون الدولي العرفي. تم نشر هذه التعليقات وتقرير سينهو يي، المقرر الخاص للمنظمة، على الموقع الإلكتروني للمنظمة. 

## المراكز الإقليمية للتحكيم التجاري الدولي
كان أحد الإنجازات الرئيسية للمنظمة في برنامجها في المجال الاقتصادي هو إطلاق مشروعها المتكامل لتسوية المنازعات في المعاملات الاقتصادية والتجارية في عام 1978. وفقًا لهذا المخطط، تقرر إنشاء مراكز تحكيم إقليمية تحت رعاية المنظمة، والتي من شأنها أن تعمل كمؤسسات دولية بهدف تعزيز التحكيم التجاري الدولي في المنطقة الآسيوية - الأفريقية وتوفير إجراء تحكيم دولي في إطار هذه المراكز. وقد تم إنشاء خمسة مراكز من هذا القبيل حتى الآن، على النحو التالي:
- مركز التحكيم الآسيوي الدولي (AIAC، المعروف سابقًا باسم مركز كوالالمبور الإقليمي للتحكيم)، ماليزيا
- مركز القاهرة الإقليمي للتحكيم التجاري الدولي (CRCICA)، جمهورية مصر العربية
- المركز الإقليمي للتحكيم التجاري الدولي لاغوس (RCICAL)، نيجيريا
- مركز طهران الإقليمي للتحكيم (TRAC)، جمهورية إيران الإسلامية [2]
- مركز نيروبي للتحكيم الدولي (NCIA)، نيروبي، جمهورية كينيا

تعترف الحكومات المضيفة المعنية بوضعها المستقل كمنظمة دولية ومنحت امتيازات وحصانات لهذه المراكز. تقدم المنظمة خبراتها ومساعدتها للدول الأعضاء في تعيين المحكمين والمسائل الأخرى المتعلقة بسير التحكيم. توفر مراكزها فرصًا لتدريب المحكمين أيضًا. يتم تعيين مديري المراكز، الذين هم من بين المحامين المطلعين على التحكيم، باقتراح من الحكومات المضيفة وتصديق الأمين العام للمنظمة. يقدم مديرو المراكز تقاريرهم عن عمل المراكز في الدورات السنوية للمنظمة.

## قائمة الأمناء العامون
- السيد باري سين (1956-1987)
- السيد فرانك إكس نجينغا (1988-1994)
- السيد تانغ تشينغيوان (1994-2000)
- الدكتور وفيق زاهر كامل (2000-2008)
- أ. د. رحمت محمد (2008-2016)
- أ. د. كينيدي جاستورن (2016-2020) [3]
- د. كمالين بينتبوفادول (2021-حتى الآن) [4]

## الأعضاء

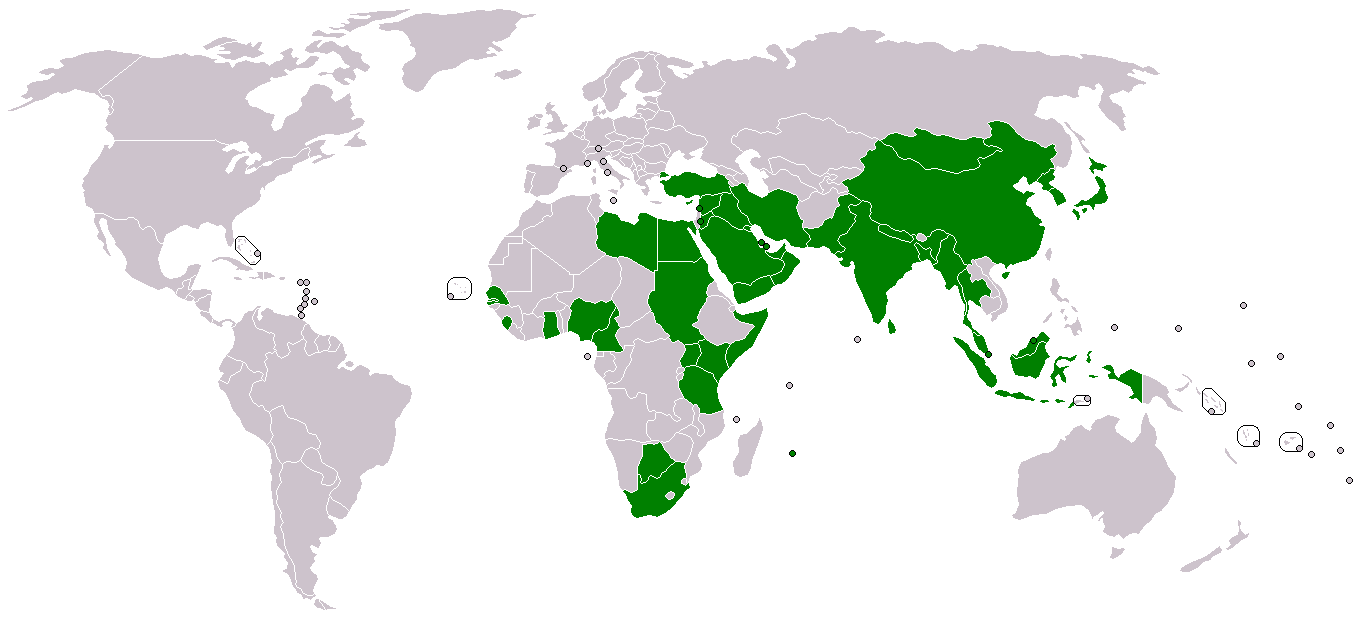
الدول الأعضاء في المنظمة الاستشارية القانونية الأفرو-آسيوية

تشمل العضوية الحالية الأعضاء التالية أسماؤهم، مع تمييز الأعضاء المؤسسين بعلامة النجمة ( * ):
- البحرين
- بنغلادش
- بوتسوانا
- بروناي
- الكاميرون
- الصين
- قبرص
- مصر* (عضو مؤسس باسم الجمهورية العربية المتحدة)
- غامبيا
- غانا
- الهند*
- إندونيسيا*
- العراق*
- إيران
- اليابان*
- الأردن
- كينيا
- الكويت
- لبنان
- ليبيا
- ماليزيا
- موريشيوس
- منغوليا
- ميانمار*
- Nepal
- نيجيريا
- كوريا الشمالية
- عمان
- باكستان
- فلسطين
- قطر
- المملكة العربية السعودية
- السنغال
- سيراليون
- سنغافورة
- الصومال
- جنوب أفريقيا
- كوريا الجنوبية
- سريلانكا*
- السودان
- سوريا* (عضو مؤسس باسم الجمهورية العربية المتحدة)
- تنزانيا
- تايلاند
- تركيا
- أوغندا
- الإمارات العربية المتحدة
- فيتنام
- اليمن

## روابط خارجية
- الموقع الرسمي